# Coleophora alpicola
Coleophora alpicola é uma espécie de mariposa do gênero Coleophora pertencente à família Coleophoridae.